# آن ماري تريفيليان
آن ماري تريفيليان (مواليد 6 أبريل 1969) هي سياسية بريطانية تشغل منصب وزيرة النقل منذ سبتمبر 2022.